# Tommy Davidson
Tommy Davidson (10 de noviembre de 1963) es un actor y comediante de televisión y cine estadounidense.
Nacido en Washington D. C., Davidson fue adoptado cuando tenía dos años de edad. Es producto de una adopción interracial, con sus padres siendo de raza blanca y él siendo afroestadounidense. Asistió a la secundaria Bethesda-Chevy Chase High School, en Bethesda, Maryland. Después de graduarse, se matriculó en la Universidad del Distrito de Columbia, pero la abandonó poco después.

## Carrera
Davidson comenzó su carrera como comediante en vivo a mitad de 1980, actuando en varios clubes de comedia a través de la región Metropolitana de Washington, Baltimore y Filadelfia. Su mayor exposición por primera vez fue en el programa In Living Color, donde interpretó  a varios personajes, incluyendo sus imitiaciones de Sammy Davis, Jr., y Sugar Ray Leonard, y siendo la víctima de Homey D. Clown.
En 1991, lanzó Illin in Philly, una cinta VHS de una actuación en vivo, que salió al aire regularmente en Comedy Central en 1990, y On The Strength, otra actuación en vivo, esta vez filmada en Nueva York. También apareció en las películas Ace Ventura: When Nature Calls, Strictly Business, Booty Call, y Juwanna Mann.
Davidson prestó la voz para "Oscar Proud", el padre en la serie animada de Disney The Proud Family. También fue un personaje recurrente en Real M*****F***ing Talk. En un episodio de Live at Gotham, Davidson hizo de anfitrión en el programa en un episodio del programa animado Space Ghost Coast to Coast.
Recientemente, Tommy Davidson interpretó el papel de Cream Corn en Black Dynamite.

## In Living Color

### Personajes
- "Angel" (The Prison Cable Network)
- "Annoying Waiter"
- "Byron Hedley" ("Hey Mon")
- "Howard Tibbs III" (Funky Finger Productions/B.S. Brothers)
- "Little Kid" (Homey the Clown)
- "Main Man"
- "Pookie"
- "Luther (Snack 'n Shack)
- "Sweet Tooth Jones" (Hollywood School of Self Defense)
- "Continuous Victim" (Wanda)

### Imitaciones
- Al Green
- Al Jarreau
- Anita Baker
- Antonio Fargas
- Elton John
- Emmanuel Lewis
- K-Ci
- Jaleel White
- MC Hammer
- Michael Jackson
- Michael McDonald
- Prince
- Sammy Davis, Jr.
- Spike Lee
- Tupac Shakur
- Rocky
- Rambo
- Sugar Ray Leonard
- Stevie Wonder
- Sylvester Stallone
- John Madden
- Cher
- "Straight"
- Sue Johannson
- Barack Obama
- Rick Astley
- Rick James
- Puff Smokey Smoke